# ماركوس بيرغر (ممثل)
ماركوس بيرغر (بالألمانية: Charly Berger)‏ هو ممثل ألماني، ولد في القرن 19، وتوفي في القرن 20.

## وصلات خارجية
- ماركوس بيرغر على موقع IMDb (الإنجليزية)
- ماركوس بيرغر على موقع قاعدة بيانات الفيلم (الإنجليزية)